# Robert Arthur (Produzent)
Robert Arthur, geboren als Robert Arthur Feder, (* 1. November 1909 in New York City, Vereinigte Staaten; † 28. Oktober 1986 in Beverly Hills, Kalifornien, Vereinigte Staaten) war ein US-amerikanischer Filmproduzent.

## Leben und Wirken
Arthur hatte an der University of Southern California studiert und war anschließend, von 1929 bis 1936, als so genannter Oil Operator im amerikanischen Energiesektor tätig. 1937 ging er zur MGM und wurde von dieser Filmgesellschaft als Drehbuchautor eingestellt. In der Folgezeit verfasste er jedoch kaum mehr als Storyvorlagen. Von 1942 bis 1945 absolvierte Arthur seinen Kriegsdienst bei der US-Armee. Wieder zurück im Zivilleben, wechselte Robert Arthur nunmehr zur Filmproduktion.
Für Universal International Pictures begann er 1946 zunächst mit der Herstellung von billig produzierten Komödien mit dem erfolgreichen Gespann Abbott und Costello. Mit seinem gelegentlichen Wechsel zu Columbia Pictures in den frühen 1950er Jahren wurde Arthur auch mit höherwertigen Produktionen betraut und arbeitete mit A-Regisseuren wie Fritz Lang (Heißes Eisen) und John Ford (Mit Leib und Seele) zusammen. In späteren Jahren wirkte Arthur genreübergreifend und produzierte vor allem recht konventionell gehaltene Lustspiele (darunter Happy End im September, Ein Pyjama für zwei, Ein Hauch von Nerz, Zwei erfolgreiche Verführer), in denen Weltstars wie Cary Grant, Tony Curtis, Doris Day, Rock Hudson, Kirk Douglas, Marlon Brando und David Niven die Hauptrollen spielten.
Arthur stellte aber auch mal ein Melodram (Douglas Sirks aus deutscher Sicht erzählte Weltkriegsgeschichte Zeit zu leben und Zeit zu sterben), eine Spionagethriller-Parodie (New York Expreß, mit Rock Hudson und Claudia Cardinale), ein Familiendrama aus der Zeit des Sezessionskrieges (Der Mann vom großen Fluß, mit James Stewart), einen Seeräuberfilm (Der Pirat des Königs), eine Actiongeschichte (Die Unerschrockenen, mit John Wayne) und sogar ein Musical (Sweet Charity, mit Shirley MacLaine) her. 1971 beendete Robert Arthur seine erfolgreiche Karriere.

## Filmografie
- 1947: Zwei trübe Tassen – vom Militär entlassen (Buck Privates Come Home)
- 1947: Die Wildwest-Witwe (The Wistful Widow of Wagon Gap)
- 1948: Abbott und Costello treffen Frankenstein (Abbott and Costello Meet Frankenstein)
- 1948: Im Lande der Kakteen (Mexican Hayride)
- 1949: Die schwarzen Teufel von Bagdad (Bagdad)
- 1949: Abbott and Costello Meet the Killer, Boris Karloff
- 1950: Francis, ein Esel – Herr General (Francis)
- 1950: Die Piratenbraut (Buccaneer’s Girl)
- 1950: Ärger in Cactus Creek (Curtain Call at Cactus Creek)
- 1950: Alter schützt vor Liebe nicht (Louisa)
- 1950: Abbott und Costello als Legionäre (Abbott and Costello in the Foreign Legion)
- 1951: Dschingis Khan – Die goldene Horde (The Golden Horde)
- 1951: Starlift
- 1952: The Story of Will Rogers
- 1953: Heißes Eisen (The Big Heat)
- 1954: Der eiserne Ritter von Falworth (The Black Shield of Falworth)
- 1955: Mit Leib und Seele (The Long Gray Line)
- 1955: Die nackte Geisel (Lady Godiva)
- 1955: Stunden des Terrors (A Day of Fury)
- 1956: Dem Tode entronnen (Pillars of the Sky)
- 1956: Mister Cory
- 1957: Der Mann mit den 1000 Gesichtern (Man of a Thousand Faces)
- 1957: Der Tod war schneller (The Midnight Story)
- 1958: Zeit zu leben und Zeit zu sterben (A Time to Love and a Time to Die)
- 1958: Urlaubsschein nach Paris (The Perfect Furlough)
- 1959: Unternehmen Petticoat (Operation Petticoat)
- 1959: Bettgeflüster (Pillow Talk)
- 1960: Happy End im September (Come September)
- 1960: Ein charmanter Hochstapler (The Great Impostor)
- 1961: Ein Pyjama für zwei (Lover Come Back)
- 1961: Ein Hauch von Nerz (That Touch of Mink)
- 1961: Am schwarzen Fluß (The Spiral Road)
- 1962: Der Fuchs geht in die Falle (For Love or Money)
- 1963: Captain Newman (Captain Newman M.D.)
- 1964: Mein Zimmer wird zum Harem (The Brass Bottle)
- 1964: Zwei erfolgreiche Verführer (Bedtime Story)
- 1964: Der große Wolf ruft (Father Goose)
- 1964: Der Mann vom großen Fluß (Shenandoah)
- 1965: Ein Appartement für drei (A Very Special Favor)
- 1965: New York Expreß (Bindfold)
- 1966: Willkommen, Mister B. (A Man Could Get Killed)
- 1967: Der Pirat des Königs (The King’s Pirate)
- 1968: Die Unerschrockenen (Hellfighters)
- 1968: Sweet Charity
- 1971: Heißes Gold aus Calador (One More Train to Rob)